# وناس مشكور
 وناس مشكور  (مواليد 1959م، الجزائر) هو لاعب كرة قدم جزائري.